# Beniakovce
Beniakovce (bis 1948 slowakisch „Beňakovce“; deutsch Benakowetz, ungarisch Benyék) ist eine Gemeinde im Osten der Slowakei mit 873 Einwohnern (Stand 31. Dezember 2024), die zum Okres Košice-okolie, einem Teil des Košický kraj, gehört und in der traditionellen Landschaft Abov liegt.

## Geographie
Die Gemeinde befindet sich im Talkessel Košická kotlina am rechten Ufer der Torysa. Das Ortszentrum liegt auf einer Höhe von 195 m n.m. und ist 12 Kilometer von Košice entfernt (Straßenentfernung).
Nachbargemeinden sind Budimír und Vajkovce im Norden, Rozhanovce im Osten und Südosten, Hrašovík im Süden und Košice (Stadtteil Dargovských hrdinov) im Südwesten und Westen.

## Geschichte
Beniakovce wurde zum ersten Mal 1379 als Benyekfalua schriftlich erwähnt, weitere historische Bezeichnungen sind unter anderen Benyek (1404), Benek (1427), Benakowece (1773) und Beňákowce (1808). Das Dorf entstand noch zur Zeit der Familie Rozgonyi nach 1270, 1404 war das Dorf Besitz der ortsansässigen landadligen Familie Benyek. Im 18. Jahrhundert stammten die Gutsbesitzer aus den Familien Palásthy, Szatmáry, Mariássy, Kapy, Kendy und Soós. 1427 gab es acht Porta, 1715 gab es hier zwei Haushalte, 1772 26 Familien, 1828 zählte man 32 Häuser und 243 Einwohner, die als Landwirte beschäftigt waren.
Bis 1918/1919 gehörte der im Komitat Abaúj-Torna liegende Ort zum Königreich Ungarn und kam danach zur Tschechoslowakei beziehungsweise heute Slowakei.

## Bevölkerung
| Jahr                | 1994 | 2004    | 2014     | 2024     |
| ------------------- | ---- | ------- | -------- | -------- |
| Anzahl der Personen | 529  | 558     | 645      | 873      |
| Unterschied         |      | +5,48 % | +15,59 % | +35,34 % |

| Jahr                | 2023 | 2024    |
| ------------------- | ---- | ------- |
| Anzahl der Personen | 839  | 873     |
| Unterschied         |      | +4,05 % |

Gemäß der Volkszählung 2011 wohnten in Beniakovce 619 Einwohner, davon 507 Slowaken, 107 Roma, drei Magyaren und ein Russine. Ein Einwohner gab eine andere Ethnie an und sechs Einwohner machten keine Angabe zur Ethnie.
406 Einwohner bekannten sich zur römisch-katholischen Kirche, 89 Einwohner zur Evangelischen Kirche A. B., 48 Einwohner zur reformierten Kirche, 19 Einwohner zur griechisch-katholischen Kirche und zwei Einwohner zu den Baptisten. Ein Einwohner bekannte sich zu einer anderen Konfession, 27 Einwohner waren konfessionslos und bei 27 Einwohnern wurde die Konfession nicht ermittelt.

## Bauwerke und Denkmäler
- römisch-katholische Kirche Heiligstes Herz Jesu

## Verkehr
Nach Beniakovce führt die Straße 3. Ordnung 3331 als Abzweig der Straße 3. Ordnung 3325 zwischen Vajkovce und Rozhanovce, zudem bestehen Lokalstraßen Richtung Budimír und Hrašovík. In unmittelbarer Nähe verläuft die Autobahn D1, mit der nächsten Anschlussstelle bei Budimír. Der nächste Bahnanschluss ist in Košice.